# Donji Lukavac
Donji Lukavac är en ort i Bosnien och Hercegovina.   Den ligger i entiteten Federationen Bosnien och Hercegovina, i den nordöstra delen av landet, 110 km norr om huvudstaden Sarajevo. Donji Lukavac ligger 206 meter över havet och antalet invånare är 870.
Terrängen runt Donji Lukavac är platt åt nordost, men åt sydväst är den kuperad.Runt Donji Lukavac är det ganska tätbefolkat, med 93 invånare per kvadratkilometer.. Närmaste större samhälle är Mionica, 3,7 km norr om Donji Lukavac. 
Omgivningarna runt Donji Lukavac är en mosaik av jordbruksmark och naturlig växtlighet.